# Synagoga w Batumi

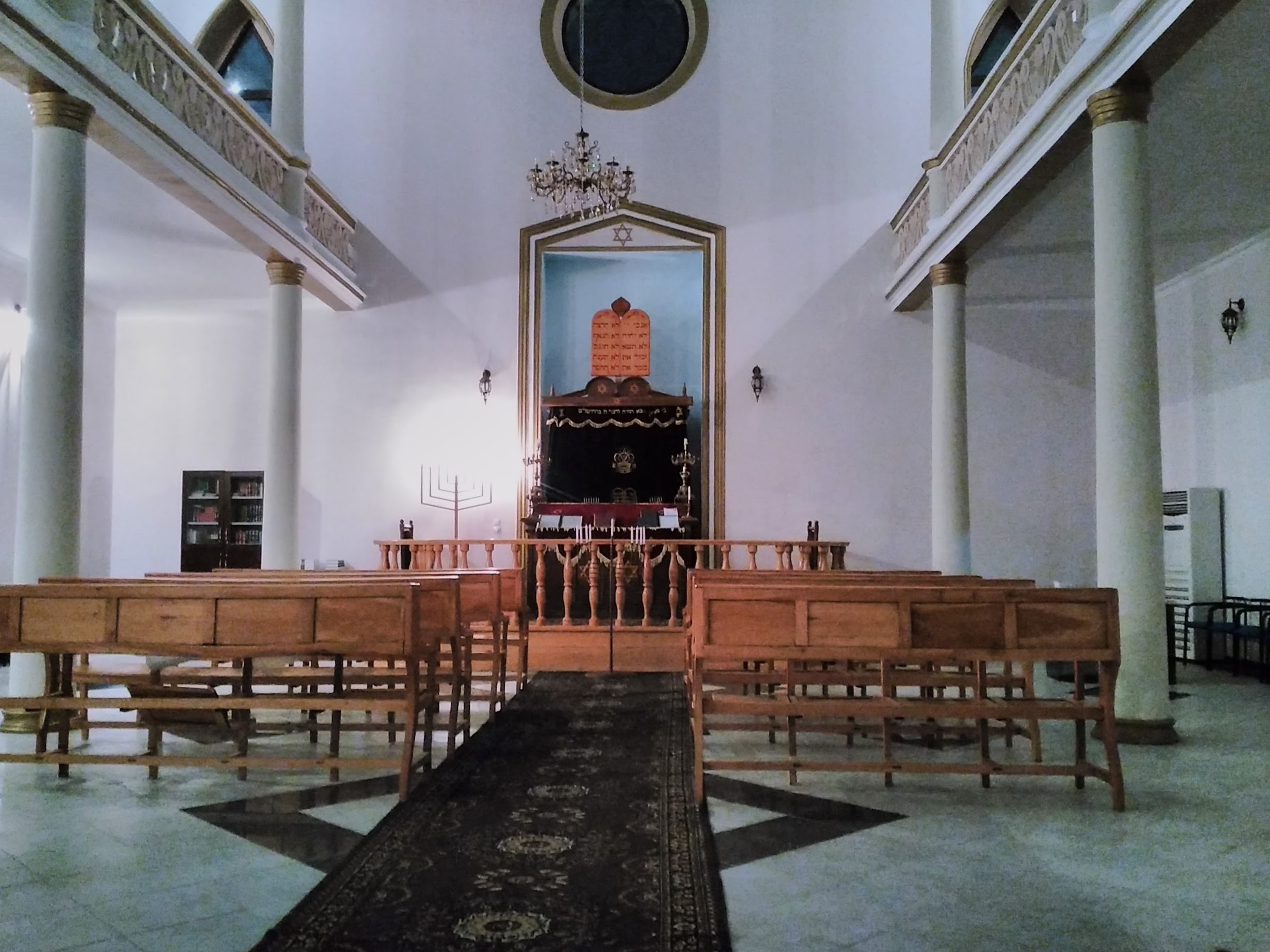
Synagoga w Batumi - wnętrze

Synagoga w Batumi (Geo. "ბათუმის სინაგოგა", batumis sinagoga; ros. Еврейская Синагога в Батуми, Jewriejskaja sinagoga w Batumi) – żydowska bóżnica znajdująca się w Batumi, zbudowana na początku XX wieku, działająca do dziś. 

## Historia
Została zbudowana w 1904 według projektu Siemiona Wołkowicza (1879–1937), który wzorował się na bóżnicach w Hadze i Amsterdamie. Osobistą zgodę na jej wzniesienie wydał sam imperator Mikołaj II, wzruszony wyłuszczonym w podaniu powodem budowy synagogi (batumscy żydzi chcieli się modlić o narodzenie się męskiego potomka w rodzie Romanowów). 
Synagoga była czynna do marca 1923, gdy jej gmach przekazano Komunistycznemu Związkowi Młodzieży Adżarii. W 1992 budynek został zwrócony lokalnej gminie żydowskiej. Sześć lat później przeszedł remont generalny, od tego czasu odbywają się w nim regularne nabożeństwa.